# British Leyland
British Leyland byl konglomerát automobilového inženýrství a výroby založený v roce 1968 ve Spojeném království jako British Leyland Motor Corporation Ltd (BLMC). Stalo se tak po sloučení společností Leyland Motors a British Motor Holdings. Celý koncern byl v roce 1975 částečně znárodněn a britská vláda vytvořila holdingovou společnost, kterou v roce 1978 přejmenovala na kratší British Leyland, později známé jen pod zkratkou BL. Celý holding zahrnoval velkou část britského automobilového průmyslu, který tvořil 40 procent britského trhu s automobily s kořeny sahajícími do roku 1895.
Přestože původní koncern vlastnil portfolium ziskových značek jako byly především Jaguar, Rover, Land Rover a také nejprodávanější Mini, měl British Leyland problémovou historii, která nakonec vedla v roce 1975 k jeho zhroucení a následnému znárodnění. Po velké restrukturalizaci a odprodeji dceřiných společností byl holding v roce 1986 přejmenován na Rover Group, který se stal později dceřinou společností British Aerospace a následně BMW. V roce 2005 byla na poslední zbytek společnosti, již pod názvem MG Rover Group, uvalena nucená správa a tím byla ukončena éra masové výroby automobilů britskými výrobci. Značky MG, Austin, Morris a Wolseley se staly součástí čínského koncernu SAIC, se kterým se MG Rover pokusil sloučit ještě před svým zhroucením.
Dnes značky Mini (ve vlastnictví BMW), Jaguar Land Rover (Tata Motors) a Leyland Trucks (Paccar), tři nejvýznamnější bývalé části British Leyland, stále aktivně fungují v automobilovém průmyslu. MG Motor (někdejší MG Cars), který vlastní SAIC, vyráběl automobily v původní továrně Rover Group v Longbridge v malém počtu do roku 2016. Poté výrobu kompletně přestěhoval do Číny a na území továrny zůstal již jen technologický institut. Některé další související části bývalého BL, jako je Unipart, nadále fungují nezávisle.